# Sport Club Corinthians Paulista 2025
Questa voce raccoglie le informazioni riguardanti lo Sport Club Corinthians Paulista nelle competizioni ufficiali della stagione 2025.

## Stagione

### La rimozione di Augusto Melo
La stagione del Corinthians è stata funestata dalle vicende dirigenziali che hanno coinvolto lo stesso presidente Augusto Melo.
Il 2 dicembre 2024, la magistratura brasiliana ha sospeso una possibile votazione per rimuovere dal suo incarico il presidente del Corinthians, Augusto Melo, promossa da Romeu Tuma Júnior, presidente del Consiglio Direttivo (Conselho Deliberativo) del club. La votazione era stata promossa dal principale gruppo di opposizione alla presidenza di Augusto Melo, Renovação e Transparência, aggregazione che ha guidato la squadra senza interruzione dal 2007 fino al 2023, ovvero fino all'ultima elezione persa proprio contro Melo. L'accusa principale rivolta contro Augusto Melo si fondava principalmente su alcune presunte irregolarità nella conclusione di un contratto di sponsorizzazione con VaideBet, una società di scommesse online, annunciato nel gennaio 2024 come main sponsor della squadra e che prevedeva la sponsorship più rilevante di tutta la storia del calcio brasiliano, pari a 370 milioni di R$ (circa ai 57 milioni di euro). Il contratto è stato rescisso appena 5 mesi più tardi, quando un'indagine della polizia statale di San Paolo ha rilevato la possibile esistenza di una società di copertura che avrebbe incassato una parte della commissione dovuta ad una società di intermediazione, quest'ultima presumibilmente legata allo stesso Augusto Melo attraverso suoi uomini di fiducia. Nel momento in cui la notizia è stata resa pubblica, VaideBet si è vista costretta ad esercitare una clausola anti-corruzione presente nel contratto, denunciando la sua mancata conoscenza dell'esistenza di qualunque intermediario, avendo sempre trattato direttamente con il Corinthians. Con il provvedimento del 2 dicembre 2024, Augusto Melo e i suoi sostenitori si sono direttamente presentati nella palestra del club dove stava riunendosi il Consiglio Direttivo nell'imminenza del voto di impeachment e diretto dallo stesso Romeu Tuma Júnior, il quale si è visto costretto a sospendere la votazione e la riunione. Nei giorni successivi, diversi membri della dirigenza del Corinthians hanno presentato le loro dimissioni, tra cui quelle di Marcelo Mariano, direttore amministrativo del club e grande alleato del presidente Melo, il quale aveva avuto un ruolo importante nelle trattative sul contratto con VaideBet come Sérgio Moura (ex-direttore del settore marketing che si era già dimesso nell'estate 2024 a seguito delle polemiche suscitate dall'indagine).
Dopo la sospensione del dicembre 2024, il 20 gennaio 2025 si è tenuta una nuova riunione del Consiglio Direttivo con l'intenzione di rimuovere dall'incarico il presidente Melo, la quale a maggioranza ha votato a favore della procedura di impeachment (126 voti a favore contro i 114 contrari). Tuttavia la riunione è stata immediatamente sospesa prima che si potesse votare sull'effettiva rimozione di Augusto Melo data l'ora tarda di conclusione della votazione precedente, costringendo il presidente dell'assemblea, Romeu Tuma Júnior, a sospendere la seduta (in accordo con lo schieramento a favore della permanenza di Melo e con Roberson Medeiros, presidente del Comitato Etico e Disciplinare). La riunione si è svolta in un clima di tensione, registrandosi addirittura l'aggressione ad alcuni membri del Consiglio Direttivo (tra cui l'ex-vicedirettore sportivo Sérgio Janikian, e al vice-presidente dell'assemblea, Armando Mendonça), nonché diverse polemiche in merito alle procedure di votazione La procedura di impeachment è stata duramente criticata dallo schieramento a sostegno di Augusto Melo (tra cui una notevole frangia dei tifosi della squadra), definendola come un vero e proprio "colpo di Stato".
I mesi successivi hanno visto una continua fuoriuscita di dirigenti del Corinthians, dimessisi dai rispettivi incarichi (si è calcolato che sono stati più di 20 le personalità che hanno lasciato la dirigenza della squadra dall'inizio del mandato presidenziale di Augusto Melo). Quindi, il 22 maggio 2025, la polizia statale ha imputato ufficialmente lo stesso Augusto Melo, insieme a Marcelo Mariano, Sérgio Moura e Alex Cassundé (forte alleato di Melo e proprietario della società che ha fatto da intermediaria nella trattativa sul contratto di sponsorship con VaideBet) per i reati di associazione a delinquere, riciclaggio di denaro e furto aggravato. Dopo l'incriminazione da parte della polizia, sono aumentate le pressioni da parte dei gruppi di opposizione, ma anche da una parte della tifoseria del Corinthians per richiedere le dimissioni di Melo, il quale però ha voluto comunicare la sua intenzione di rimanere in carica, dichiarandosi pienamente innocente rispetto alle accuse rivoltegli.
Quindi, il 26 maggio 2025, si è tenuta la prima seduta del Consiglio Direttivo sulla rimozione dall'incarico di presidente di Augusto Melo, a cui hanno partecipato un totale di 234 persone. Con 176 voti a favore e 57 contrari (con un voto di astensione), il Consiglio ha deciso per la rimozione temporanea di Augusto Melo dall'incarico di presidente del Corinthians, affidando ad interim il ruolo al primo Vice-presidente, Osmar Stabile, con effetto immediato. A seguito di questa decisione, lo statuto del club prevede una nuova votazione di conferma della rimozione di Melo, a seguito della quale Osmar Stabile potrà indire una nuova elezione presidenziale, a cui potranno partecipare soltanto i membri del Consiglio Direttivo.
Il 3 giugno 2025 i 5 gruppi organizzati della torcida del Corinthians hanno pacificamente occupato nella mattinata la sede della squadra, il Parque São Jorge, chiedendo pubblicamente diverse modifiche allo statuto della squadra, il diritto di voto alla Fiel Torcedor (ovvero agli abbonati allo stadio), un maggior controllo nei confronti dei dirigenti responsabili della grave situazione debitoria della squadra e più fondi destinati alle squadre giovanili. Nella tarda notte la manifestazione si è conclusa e alcuni esponenti della torcida hanno pubblicamente rivelato che il presidente ad interim, Osmar Stabile, ha promesso di accettare alcune delle loro richieste. Tuttavia, le riforme allo statuto devono passare al vaglio del Consiglio direttivo ed anche all'assemblea generale.

### L'aumento della capienza dellaNeo Química Arena
Il 17 febbraio 2025 il Corinthians ha ufficialmente comunicato l'aumento della capienza del proprio impianto casalingo, la Neo Química Arena di San Paolo, dopo l'autorizzazione ricevuta da parte della Polícia Militar ad aumentare il numero di posti fino alla cifra di 48.905 spettatori (con un aumento di 1060 posti). L'aumento era già divenuto effettivo il precedente 12 febbraio 2025, nella partita contro il Santos, quando lo stadio ha registrato il suo record di spettatori paganti, pari a 48.169. Il record è stato nuovamente battuto in occasione della finale del Paulistão contro gli acerrimi rivali del Palmeiras, che ha visto un totale di 48.932 spettatori.

## Maglie e sponsor
Il fornitore tecnico per la stagione 2025 è Nike, mentre il main sponsor è Esportes da Sorte.
Si tratta della 23ª stagione consecutiva di partnership tecnica tra il Corinthians e Nike, che ha sostituito il precedente sponsor tecnico (Topper) a partire dalla stagione 2003.

### Divise della stagione 2025
Le seguenti divise sono state utilizzate per la prima volta in questa stagione.
| Casa (1) | Casa (2) | Trasferta (1) | Trasferta (2) | Trasferta (3) | Portiere (1) | Portiere (2) | Portiere (3) |

- Casa – La divisa, presentata il 26 aprile 2025, mantiene i tradizionali colori della squadra, il bianco e il nero. La maglia è principalmente di colore bianco, con le maniche di colore nero e una striscia nera su entrambi i lati, affiancata a pantaloncini neri e calzettoni bianchi (con una striscia nera su ognuno). La nuova divisa ha reso omaggio al 25° anniversario della vittoria del Corinthians nella Coppa del mondo per club 2000 (disputata proprio in Brasile) con il simbolo della squadra e il logo della Nike al centro della maglia, ricordando lo stesso stile della maglia utilizzata in quella manifestazione.[18]
- Trasferta – La divisa, presentata il 14 maggio 2025, rende omaggio anch'essa all'anniversario della vittoria nella Coppa del mondo per club 2000 e rispecchia al contrario la colorazione della divisa casalinga. L'unica differenza è la colorazione dei pantaloncini, che è rimasta di colore nero.[19]
- Portiere – La nuova divisa del portiere si fonda sullo stile delle divise da portiere Nike della stagione, ma con il logo della Nike e il simbolo della squadra al centro; inoltre, l'ordine di questi due simboli è invertito rispetto alle maglie dei giocatori di movimento.

### Divise utilizzate dalla stagione 2024
Le seguenti divise sono state utilizzate già nella stagione precedente e continuate ad utilizzare in questa stagione.
| Casa (1) | Casa (2) | Trasferta (1) | Trasferta (2) | Trasferta (3) | Terza divisa | Portiere (1) | Portiere (2) | Portiere (3) |

## Rosa
Dati aggiornati al 18 agosto 2025.
| N. |                        | Ruolo | Calciatore        |
| -- | ---------------------- | ----- | ----------------- |
| 1  | Brasile (bandiera)     | P     | Hugo Souza        |
| 2  | Brasile (bandiera)     | D     | Matheuzinho       |
| 3  | Ecuador (bandiera)     | D     | Félix Torres      |
| 5  | Brasile (bandiera)     | D     | André Ramalho     |
| 7  | Brasile (bandiera)     | C     | Maycon            |
| 8  | Argentina (bandiera)   | C     | Rodrigo Garro     |
| 9  | Brasile (bandiera)     | A     | Yuri Alberto      |
| 10 | Paesi Bassi (bandiera) | A     | Memphis Depay     |
| 11 | Paraguay (bandiera)    | A     | Ángel Romero ()   |
| 13 | Brasile (bandiera)     | D     | Gustavo Henrique  |
| 14 | Brasile (bandiera)     | C     | Raniele           |
| 19 | Perù (bandiera)        | A     | André Carrillo    |
| 21 | Brasile (bandiera)     | D     | Matheus Bidu      |
| 22 | Spagna (bandiera)      | A     | Héctor Hernández  |
| 25 | Brasile (bandiera)     | D     | Cacá              |
| 26 | Argentina (bandiera)   | D     | Fabricio Angileri |
| 27 | Brasile (bandiera)     | C     | Breno Bidon       |
| 29 | Brasile (bandiera)     | A     | Vitinho           |
| 31 | Brasile (bandiera)     | C     | Kayke             |
| 32 | Brasile (bandiera)     | P     | Matheus Donelli   |

| N. |                      | Ruolo | Calciatore     |
| -- | -------------------- | ----- | -------------- |
| 35 | Brasile (bandiera)   | C     | Charles        |
| 37 | Brasile (bandiera)   | C     | Ryan           |
| 43 | Brasile (bandiera)   | A     | Talles Magno   |
| 46 | Brasile (bandiera)   | D     | Hugo           |
| 47 | Brasile (bandiera)   | D     | João Pedro     |
| 51 | Brasile (bandiera)   | P     | Kauê           |
| 54 | Brasile (bandiera)   | C     | Bahia          |
| 55 | Brasile (bandiera)   | C     | Luiz Eduardo   |
| 56 | Brasile (bandiera)   | A     | Gui Negão      |
| 59 | Brasile (bandiera)   | C     | João Vitor     |
| 61 | Brasile (bandiera)   | A     | Dieguinho      |
| 70 | Venezuela (bandiera) | C     | José Martínez  |
| -- | Brasile (bandiera)   | C     | Luiz Gustavo   |
| 6  | Ecuador (bandiera)   | D     | Diego Palacios |
| 17 | Brasile (bandiera)   | A     | Giovane        |
| 20 | Brasile (bandiera)   | A     | Pedro Raul     |
| 33 | Brasile (bandiera)   | C     | Léo Mana       |
| 41 | Brasile (bandiera)   | D     | Renato         |
| 77 | Brasile (bandiera)   | C     | Igor Coronado  |
| 80 | Brasile (bandiera)   | C     | Alex Santana   |

## Trasferimenti
Dati aggiornati al 26 giugno 2025.

### Sessione estiva
| Acquisti         | Acquisti          | Acquisti         | Acquisti                                      |
| R.               | Nome              | da               | Modalità                                      |
| ---------------- | ----------------- | ---------------- | --------------------------------------------- |
| D                | Fabrizio Angileri |                  | svincolato                                    |
| Altre operazioni |                   |                  |                                               |
| R.               | Nome              | da               | Modalità                                      |
| P                | Hugo Souza        | Flamengo         | esercizio opzione d'acquisto (4,8 milioni R$) |
| D                | Cacá              | Tokushima Vortis | esercizio opzione d'acquisto (22 milioni R$)  |
| C                | Roni              | Atl. Goianiense  | rientro prestito                              |
| D                | Rafael Ramos      | Ceará            | rientro prestito                              |
| D                | João Pedro        | Ceará            | rientro prestito                              |
| A                | Kayke             |                  | aggregato dalle giovanili                     |
| P                | Kauê              |                  | aggregato dalle giovanili                     |
| D                | Renato Santos     |                  | aggregato dalle giovanili                     |
| C                | Luiz Eduardo      |                  | aggregato dalle giovanili                     |
| C                | João Vitor        |                  | aggregato dalle giovanili                     |
| C                | Luiz Gustavo      |                  | aggregato dalle giovanili                     |
| A                | Dieguinho         |                  | aggregato dalle giovanili                     |

| Cessioni         | Cessioni       | Cessioni         | Cessioni      |
| R.               | Nome           | a                | Modalità      |
| ---------------- | -------------- | ---------------- | ------------- |
| D                | Caetano        |                  | svincolato    |
| C                | Matheus Araújo |                  | svincolato    |
| A                | Pedro Henrique |                  | svincolato    |
| A                | Pedro Raúl     | Ceará            | prestito      |
| D                | Fagner         | Cruzeiro         | prestito      |
| P                | Hugo Souza     | Flamengo         | fine prestito |
| D                | Cacá           | Tokushima Vortis | fine prestito |
| C                | Ruan Oliveira  | Metropolitano    | fine prestito |
| Altre operazioni |                |                  |               |
| R.               | Nome           | a                | Modalità      |
| C                | Roni           |                  | svincolato    |
| D                | Rafael Ramos   |                  | svincolato    |

### Sessione invernale
| Acquisti         | Acquisti  | Acquisti | Acquisti                  |
| R.               | Nome      | da       | Modalità                  |
| ---------------- | --------- | -------- | ------------------------- |
| A                | Vitinho   |          | definitivo (svincolato)   |
| Altre operazioni |           |          |                           |
| R.               | Nome      | da       | Modalità                  |
| A                | Biro      | Sharjah  | rientro prestito          |
| A                | Gui Negão |          | Aggregato dalle giovanili |
| C                | Bahia     |          | aggregato dalle giovanili |

| Cessioni         | Cessioni       | Cessioni        | Cessioni                   |
| R.               | Nome           | a               | Modalità                   |
| ---------------- | -------------- | --------------- | -------------------------- |
| A                | Biro           | Sharjah         | definitiva (12 milioni R$) |
| A                | Giovane        |                 | svincolato                 |
| C                | Igor Coronado  |                 | svincolato                 |
| C                | Alex Santana   | Grêmio          | prestito                   |
| D                | Diego Palacios | Karpaty         | prestito                   |
| D                | Léo Mana       | Criciúma        | prestito                   |
| Altre operazioni |                |                 |                            |
| R.               | Nome           | a               | Modalità                   |
| D                | Renato         | Atl. Goianiense | prestito                   |

## Risultati
Dati aggiornati al 17 agosto 2025.

### Paulistão
Il Corinthians è stato sorteggiato nel Gruppo A insieme a Botafogo, Inter de Limeira e Mirassol.

#### Fase a gironi (Gruppo A)
| Arbitro: | Matheus Delgado |

|                      |           |                                 |
| Lucas Evangelista 9’ | Marcatori | 50’ Talles Magno 79’ Pedro Raúl |

| Arbitro: | Fabiano Monteiro |

|                                    |           |                   |
| Igor Coronado 22’ Talles Magno 73’ | Marcatori | 68’ Daniel Amorim |

| Arbitro: | Lucas Canetto Bellote |

|                                |           |             |
| Alex Santana 8’ João Pedro 18’ | Marcatori | 23’ Netinho |

| Arbitro: | Flavio Rodrigues |

|                                           |           |              |
| Lucas Moura 49’ Oscar 56’ Lucas Moura 63’ | Marcatori | 62’ Martínez |

| Arbitro: | Luiz Flavio |

|  |           |                  |
|  | Marcatori | 69’ Talles Magno |

| Arbitro: | João Vitor Gobi |

|                                    |           |                  |
| Igor Coronado 34’ Talles Magno 75’ | Marcatori | 90’ Pedro Felipe |

| Arbitro: | Lucas Canetto Bellote |

|  |           |                  |
|  | Marcatori | 66’ Alex Santana |

| Arbitro: | Raphael Claus |

|             |           |                  |
| Maurício 8’ | Marcatori | 43’ Yuri Alberto |

| Arbitro: | Luiz Flavio |

|                                |           |  |
| 90+5’ Á. Romero 90+9’ M. Depay | Marcatori |  |

| Arbitro: | Edina Batista |

|                                   |           |               |
| Yuri Alberto 17’ Yuri Alberto 44’ | Marcatori | 79’ Guilherme |

| Arbitro: | Daiane Muniz |

|                                   |           |                                          |
| Jája Silva 39’ Everton Maceió 74’ | Marcatori | 53’ Matheus Bidu 65’ (rig.) Talles Magno |

| Arbitro: | Murilo Tarrega Victor |

|                             |           |                                  |
| Á. Romero 17’ Á. Romero 66’ | Marcatori | 43’ Rafael Bilú 57’ João Marcelo |

Classificandosi al 1º posto nel Gruppo A, il Corinthians si è qualificato per la fase finale del Campeonato Paulista.

#### Fase finale

##### Quarti di finale
Ai quarti di finale, il Corinthians ha affrontato il Mirassol, classificatasi 2ª nel Gruppo A. Avendo ottenuto una posizione migliore nella fase a gironi, il Corinthians ha goduto del vantaggio di giocare in casa la gara, che si è disputata in gara unica.
| Arbitro: | Daiane Muniz |

|                            |           |  |
| Á. Romero 22’ M. Depay 76’ | Marcatori |  |

Con la vittoria per 2-' sul Mirassol, il Corinthians si è qualificato per le semifinali del Paulistão.

##### Semifinali
Nelle semifinali, il Corinthians affronterà il Santos, che ha eliminato ai quarti di finale il Red Bull Bragantino. Avendo ottenuto un punteggio migliore durante la fase regolare del Paulistão, il Corinthians godrà del vantaggio di giocare la gara in casa.
| Arbitro: | Matheus Delgado |

|                               |           |                     |
| Yuri Alberto 12’ R. Garro 56’ | Marcatori | 38’ Tiquinho Soares |

Con la vittoria per 2-1 sul Santos, il Corinthians si è qualificato per la finale del Paulistão.

##### Finale
In finale, il Corinthians ha affrontato il Palmeiras. Il Corinthians avrà il vantaggio di disputare la gara di ritorno in casa avendo ottenuto un miglior punteggio nella classifica della fase regolare.
| Arbitro: | Raphael Claus |

|  |           |                  |
|  | Marcatori | 58’ Yuri Alberto |

| San Paolo 27 marzo 2025, ore 21:30 UTC-3 Finale (ritorno) (Derby Paulista) | Corinthians     | 0 – 0 (tot.: 1-0) referto | Palmeiras | Neo Química Arena\| Arbitro: \| Matheus Delgado \| |
| Arbitro:                                                                   | Matheus Delgado |                           |           |                                                    |

Con il risultato aggregato di 1-0 in suo favore, il Corinthians ha battuto in finale il Palmeiras e si è aggiudicato il Paulistão 2025 per la 31ª volta nella sua storia.

### Brasileirão
| Arbitro: | Bruno Arleu |

|                |           |                  |
| Gilberto 45+1’ | Marcatori | 90’ H. Hernández |

| Arbitro: | Anderson Daronco |

|                                                      |           |  |
| Yuri Alberto 12’ M. Depay 27’ João Victor 90’ (aut.) | Marcatori |  |

| Arbitro: | Rafael Klein |

|                                 |           |  |
| J. Piquerez 14’ E. Martínez 19’ | Marcatori |  |

| Arbitro: | Rodrigo Pereira |

|  |           |                              |
|  | Marcatori | Renê 63’ J. Arias 82’ (rig.) |

| Arbitro: | Anderson Daronco |

|                           |           |                   |
| M. Depay 47’ M. Depay 62’ | Marcatori | 45+1’ S. Oliveira |

| Arbitro: | Ramon Abatti |

|                                                         |           |  |
| Everton 5’ De Arrascaeta 34’ Pedro 37’ Pedro 78’ (rig.) | Marcatori |  |

| Arbitro: | Paulo Cesar Zanovelli |

|                                                                                  |           |                                |
| Yuri Alberto 25’ Yuri Alberto 64’ Yuri Alberto 90+4’ (rig.) Igor Coronado 90+13’ | Marcatori | 38’ B. Aguirre 42’ Thiago Maia |

| Arbitro: | João Vitor Gobi |

|                               |           |            |
| Edson Carioca 50’ Gabriel 65’ | Marcatori | 45+7’ Cacá |

| Arbitro: | Raphael Claus |

|                  |           |  |
| Yuri Alberto 66’ | Marcatori |  |

| Belo Horizonte 24 maggio 2025, ore 21:00 UTC-3 10ª giornata | Atlético Mineiro | 0 – 0 referto | Corinthians | Arena MRV (38 154 spett.)\| Arbitro: \| Rafael Klein \| |
| Arbitro:                                                    | Rafael Klein     |               |             |                                                         |

| San Paolo 1° giugno 2025, ore 18:30 UTC-3 11ª giornata | Corinthians      | 0 – 0 referto | Vitória | Neo Química Arena (44 943 spett.)\| Arbitro: \| Felipe Fernandes \| |
| Arbitro:                                               | Felipe Fernandes |               |         |                                                                     |

| Arbitro: | Davi Lacerda |

|                    |           |                 |
| M. Braithwaite 29’ | Marcatori | 36’ Breno Bidon |

| Arbitro: | Bruno Arleu |

|          |           |                                       |
| Cacá 52’ | Marcatori | 31’ (rig.) Eduardo Sasha 90+7’ Borbas |

| Arbitro: | Paulo Cesar Zanovelli |

|  |           |                  |
|  | Marcatori | 71’ Talles Magno |

| Arbitro: | Anderson Daronco |

|                         |           |  |
| Luciano 32’ Luciano 35’ | Marcatori |  |

| San Paolo 23 luglio 2025, ore 19:30 UTC-3 16ª giornata | Corinthians        | 0 – 0 referto | Cruzeiro | Neo Química Arena (31 541 spett.)\| Arbitro: \| Alex Gomes Stefano \| |
| Arbitro:                                               | Alex Gomes Stefano |               |          |                                                                       |

| Arbitro: | Rodrigo José Pereira de Lima |

|                   |           |              |
| Arthur Cabral 24’ | Marcatori | 83’ M. Depay |

| Arbitro: | Felipe Fernandes de Lima |

|                |           |                   |
| Breno Lopes 6’ | Marcatori | 90+4’ A. Carrillo |

| Arbitro: | Lucas Casagrande |

|                                      |           |                 |
| Gabriel Taliari 27’ Matheus Babi 81’ | Marcatori | 90’ Matheuzinho |

| Arbitro: | Paulo Cesar Zanovelli |

|               |           |                                      |
| Gui Negão 31’ | Marcatori | 2’ M. Araújo 43’ (rig.) Willian José |

| Rio de Janeiro 24 agosto 2025, ore 16:00 UTC-3 21ª giornata | Vasco da Gama | – | Corinthians | Estádio São Januário |

| San Paolo 31 agosto 2025, ore 18:30 UTC-3 22ª giornata (Derby Paulista) | Corinthians | – | Palmeiras | Neo Química Arena |

| Rio de Janeiro 13-15 settembre 2025, ore --:-- UTC-3 23ª giornata | Fluminense | – | Corinthians | Maracanã |

| Recife 20-22 settembre 2025, ore --:-- UTC-3 24ª giornata | Sport Recife | – | Corinthians | Ilha do Retiro |

| San Paolo 27-29 settembre 2025, ore --:-- UTC-3 25ª giornata | Corinthians | – | Flamengo | Neo Química Arena |

| Porto Alegre 1°-2 ottobre 2025, ore --:-- UTC-3 26ª giornata | Internacional | – | Corinthians | Estádio Beira-Rio |

| San Paolo 16-17 ottobre 2025, ore --:-- UTC-3 27ª giornata | Corinthians | – | Mirassol | Neo Química Arena |

| Santos 25-27 ottobre 2025, ore --:-- UTC-3 28ª giornata (Clássico Alvinegro) | Santos | – | Corinthians | Vila Belmiro |

| San Paolo 5-6 novembre 2025, ore --:-- UTC-3 29ª giornata | Corinthians | – | Atlético Mineiro | Neo Química Arena |

| Salvador 19-20 novembre 2025, ore --:-- UTC-3 30ª giornata | Vitória | – | Corinthians | Barradão |

| San Paolo 22-24 novembre 2025, ore --:-- UTC-3 31ª giornata | Corinthians | – | Grêmio | Neo Química Arena |

| Bragança Paulista 29-1° dicembre 2025, ore --:-- UTC-3 32ª giornata | RB Bragantino | – | Corinthians | Estádio Cícero de Souza Marques |

| San Paolo 3-4 dicembre 2025, ore --:-- UTC-3 33ª giornata | Corinthians | – | Ceará | Neo Química Arena |

| San Paolo 6-8 dicembre 2025, ore --:-- UTC-3 34ª giornata (Clássico Majestoso) | Corinthians | – | San Paolo | Neo Química Arena |

| Belo Horizonte 10-11 dicembre 2025, ore --:-- UTC-3 35ª giornata | Cruzeiro | – | Corinthians | Mineirão |

| San Paolo 13-15 dicembre 2025, ore --:-- UTC-3 36ª giornata | Corinthians | – | Botafogo | Neo Química Arena |

| Fortaleza 17-18 dicembre 2025, ore --:-- UTC-3 37ª giornata | Fortaleza | – | Corinthians | Arena Castelão |

| San Paolo 21 dicembre 2025, ore --:-- UTC-3 38ª giornata | Corinthians | – | Juventude | Neo Química Arena |

### Copa Libertadores
Avendo ottenuto la settima posizione nel campionato brasiliano della precedente stagione, Il Corinthians ha ottenuto l'accesso alla Copa Libertadores a partire dalla seconda fase dei turni di qualificazione preliminari.

#### Fase preliminare
Dal sorteggio, effettuato presso la sede della CONMEBOL di Luque (Paraguay) il 19 dicembre 2024, nella Fase 2 il Corinthians è stato accoppiato all'Universidad Central (Venezuela).

##### Fase 2
| Arbitro: | Gustavo Tejera |

|                       |           |                 |
| João Pedro 75’ (aut.) | Marcatori | 36’ A. Carrillo |

| Arbitro: | Wilmar Roldán |

|                                                   |           |                                  |
| Yuri Alberto 3’ Matheus Bidu 40’ Yuri Alberto 89’ | Marcatori | 6’ J.M. Cuesta 45+1’ A. Martínez |

Con il risultato aggregato di 4-3 in suo favore, il Corinthians ha battuto l'Universidad Central e si è qualificato alla Fase 3.

##### Fase 3
Nella Fase 3 il Corinthians affronterà il Barcelona de Guayaquil (Ecuador).
| Arbitro: | Darío Herrera |

|                                                    |           |  |
| J. Corozo 45+2’ (rig.) O. Rivero 80’ J. Corozo 84’ | Marcatori |  |

| Arbitro: | Esteban Ostojich |

|                               |           |  |
| F. Torres 40’ A. Carrillo 84’ | Marcatori |  |

Con il risultato aggregato di 2-3 in suo sfavore, il Corinthians è stato eliminato dal Barcelona de Guayaquil dalla Copa Libertadores, passando a disputare la fase a gironi della contemporanea Copa Sudamericana.

### Copa Sudamericana
Essendo stato eliminato dalla Copa Libertadores alla Fase 3 della fase preliminare, il Corinthians è passato a disputare la Copa Sudamericana a partire dalla fase a gironi.

#### Fase a gironi (Gruppo C)
Il sorteggio della fase a gironi di Copa Sudamericana si è tenuto il 17 marzo 2025 nella sede della CONMEBOL di Luque (Paraguay). Dal sorteggio, il Corinthians è stato aggregato nel Gruppo C insieme ad América de Cali (Colombia), Huracán (Argentina) e Racing de Montevideo (Uruguay).
| Arbitro: | Cristián Garay |

|             |           |                                |
| Raniele 13’ | Marcatori | 6’ L. Sequeira 37’ L. Sequeira |

| Arbitro: | Jesús Valenzuela |

|              |           |                 |
| L. Ramos 24’ | Marcatori | 88’ Matheuzinho |

| Arbitro: | Guillermo Guerrero |

|               |           |  |
| Á. Romero 52’ | Marcatori |  |

| Arbitro: | Juan Benítez |

|              |           |                |
| M. Depay 20’ | Marcatori | 46’ S. Navarro |

| Arbitro: | José Cabero |

|  |           |                  |
|  | Marcatori | 74’ Matheus Bidu |

| Arbitro: | Gery Vargas |

|               |           |  |
| F. Watson 47’ | Marcatori |  |

Classificandosi al 3° posto nella classifica del Gruppo C, il Corinthians è stato eliminato dalla Copa Sudamericana.

### Copa do Brasil
Il Corinthians ha cominciato la sua partecipazione alla Copa do Brasil a partire dal terzo turno.

#### Terzo turno
Dal sorteggio, effettuato il 9 aprile 2025 presso la sede della CBF di Rio de Janeiro, il Corinthians è stato accoppiato al Novorizontino.
| Arbitro: | Wilton Sampaio |

|  |           |                  |
|  | Marcatori | 10’ H. Hernández |

| Arbitro: | Davi Lacerda |

|                    |           |  |
| Yuri Alberto 90+3’ | Marcatori |  |

Con il risultato aggregato di 2-0 in suo favore, il Corinthians ha eliminato il Novorizontino ottenuto la qualificazione agli ottavi di finale di Copa do Brasil.

#### Ottavi di finale
Dal sorteggio, effettuato il 2 giugno 2025 presso la sede della CBF di Rio de Janeiro, il Corinthians è stato accoppiato al Palmeiras.
| Arbitro: | Wilton Sampaio |

|              |           |  |
| M. Depay 79’ | Marcatori |  |

| Arbitro: | Anderson Daronco |

|  |           |                                       |
|  | Marcatori | 43’ Matheus Bidu 59’ Gustavo Henrique |

Con il risultato aggregato di 3-0 in suo favore, il Corinthians ha eliminato il Palmeiras e si è qualificato ai quarti di finale di Copa do Brasil.

## Statistiche
Dati aggiornati al 17 agosto 2025.

### Statistiche di squadra
| Competizione      | P.ti | In casa | In casa | In casa | In casa | In casa | In casa | In trasferta | In trasferta | In trasferta | In trasferta | In trasferta | In trasferta | Totale | Totale | Totale | Totale | Totale | Totale | DR  |
| Competizione      | P.ti | G       | V       | N       | P       | Gf      | Gs      | G            | V            | N            | P            | Gf           | Gs           | G      | V      | N      | P      | Gf     | Gs     | DR  |
| ----------------- | ---- | ------- | ------- | ------- | ------- | ------- | ------- | ------------ | ------------ | ------------ | ------------ | ------------ | ------------ | ------ | ------ | ------ | ------ | ------ | ------ | --- |
| Brasileirāo       | 24   | 9       | 4       | 2       | 3       | 12      | 8       | 12           | 1            | 5            | 5            | 7            | 16           | 20     | 5      | 7      | 8      | 19     | 25     | -6  |
| Paulistāo         | 26   | 9       | 7       | 2       | 0       | 16      | 7       | 7            | 4            | 2            | 1            | 9            | 7            | 16     | 11     | 4      | 1      | 25     | 14     | +11 |
| Copa Libertadores | -    | 2       | 2       | 0       | 0       | 5       | 2       | 3            | 1            | 1            | 1            | 2            | 4            | 5      | 3      | 1      | 1      | 7      | 6      | +1  |
| Copa Sudamericana | 8    | 3       | 1       | 1       | 1       | 3       | 3       | 3            | 1            | 1            | 1            | 2            | 2            | 6      | 2      | 2      | 2      | 5      | 5      | 0   |
| Copa do Brasil    | -    | 2       | 2       | 0       | 0       | 2       | 0       | 2            | 2            | 0            | 0            | 3            | 0            | 4      | 4      | 0      | 0      | 5      | 0      | +5  |
| Totale            | -    | 25      | 16      | 5       | 4       | 39      | 21      | 27           | 9            | 10           | 8            | 23           | 29           | 51     | 25     | 14     | 12     | 61     | 50     | +11 |

### Andamento in campionato

#### Brasileirão
| Giornata  | 1 | 2 | 3 | 4  | 5 | 6  | 7 | 8  | 9 | 10 | 11 | 12 | 13 | 14 | 15 | 16 | 17 | 18 | 19 | 20 | 21 | 22 | 23 | 24 | 25 | 26 | 27 | 28 | 29 | 30 | 31 | 32 | 33 | 34 | 35 | 36 | 37 | 38 |
| --------- | - | - | - | -- | - | -- | - | -- | - | -- | -- | -- | -- | -- | -- | -- | -- | -- | -- | -- | -- | -- | -- | -- | -- | -- | -- | -- | -- | -- | -- | -- | -- | -- | -- | -- | -- | -- |
| Luogo     | T | C | T | C  | C | T  | C | T  | C | T  | C  | T  | C  | T  | T  | C  | T  | C  | T  | C  |    |    |    |    |    |    |    |    |    |    |    |    |    |    |    |    |    |    |
| Risultato | N | V | P | P  | V | P  | V | P  | V | N  | N  | N  | P  | V  | P  | N  | N  | N  | P  | P  |    |    |    |    |    |    |    |    |    |    |    |    |    |    |    |    |    |    |
| Posizione | 9 | 1 | 9 | 14 | 6 | 12 | 8 | 10 | 8 | 9  | 11 | 10 | 11 | 9  | 10 | ?  | ?  | ?  | ?  | ?  |    |    |    |    |    |    |    |    |    |    |    |    |    |    |    |    |    |    |

Legenda:

Luogo: C = Casa; T = Trasferta. Risultato: R = Rinviata; V = Vittoria; N = Pareggio; P = Sconfitta.

### Statistiche individuali
| Giocatore        | Brasileirão | Brasileirão | Brasileirão | Brasileirão | Paulistão | Paulistão | Paulistão   | Paulistão  | Copa Libertadores Copa Sudamericana | Copa Libertadores Copa Sudamericana | Copa Libertadores Copa Sudamericana | Copa Libertadores Copa Sudamericana | Copa do Brasil | Copa do Brasil | Copa do Brasil | Copa do Brasil | Totale   | Totale | Totale      | Totale     |
| Giocatore        | Presenze    | Reti        | Ammonizioni | Espulsioni  | Presenze  | Reti      | Ammonizioni | Espulsioni | Presenze                            | Reti                                | Ammonizioni                         | Espulsioni                          | Presenze       | Reti           | Ammonizioni    | Espulsioni     | Presenze | Reti   | Ammonizioni | Espulsioni |
| ---------------- | ----------- | ----------- | ----------- | ----------- | --------- | --------- | ----------- | ---------- | ----------------------------------- | ----------------------------------- | ----------------------------------- | ----------------------------------- | -------------- | -------------- | -------------- | -------------- | -------- | ------ | ----------- | ---------- |
| André Ramalho    | 14          | 0           | 4           | 0           | 6         | 0         | 3           | 0          | 8                                   | 0                                   | 1                                   | 0                                   | 4              | 0              | 1              | 0              | 32       | 0      | 9           | 0          |
| F. Angileri      | 13          | 0           | 3           | 0           | 4         | 0         | 3           | 0          | 3                                   | 0                                   | 0                                   | 0                                   | 4              | 0              | 0              | 0              | 24       | 0      | 6           | 0          |
| Bahia            | 2           | 0           | 0           | 0           | -         | -         | -           | -          | -                                   | -                                   | -                                   | -                                   | -              | -              | -              | -              | 2        | 0      | 0           | 0          |
| Breno Bidon      | 18          | 1           | 5           | 0           | 4         | 0         | 0           | 0          | 9                                   | 0                                   | 1                                   | 0                                   | 4              | 0              | 1              | 0              | 35       | 1      | 7           | 0          |
| Cacá             | 14          | 2           | 3           | 0           | 7         | 0         | 2           | 0          | 3                                   | 0                                   | 1                                   | 0                                   | 2              | 0              | 1              | 0              | 26       | 2      | 7           | 0          |
| A. Carrillo      | 15          | 1           | 1           | 0           | 12        | 0         | 1           | 0          | 10                                  | 2                                   | 3                                   | 0                                   | 4              | 0              | 0              | 0              | 41       | 3      | 5           | 0          |
| Charles          | 10          | 0           | 2           | 0           | 10        | 0         | 1           | 0          | 3                                   | 0                                   | 2                                   | 0                                   | 4              | 0              | 0              | 0              | 27       | 0      | 5           | 0          |
| M. Depay         | 13          | 4           | 3           | 0           | 12        | 2         | 1           | 0          | 8                                   | 1                                   | 1                                   | 0                                   | 2              | 1              | 0              | 0              | 35       | 8      | 5           | 0          |
| Dieguinho        | 5           | 0           | 0           | 0           | -         | -         | -           | -          | -                                   | -                                   | -                                   | -                                   | -              | -              | -              | -              | 5        | 0      | 0           | 0          |
| R. Garro         | 9           | 0           | 3           | 0           | 6         | 1         | 1           | 0          | 5                                   | 0                                   | 1                                   | 0                                   | 2              | 0              | 2              | 0              | 22       | 1      | 7           | 0          |
| Gui Negão        | 6           | 1           | 2           | 0           | -         | -         | -           | -          | -                                   | -                                   | -                                   | -                                   | -              | -              | -              | -              | 6        | 1      | 2           | 0          |
| Gustavo Henrique | 7           | 0           | 0           | 0           | 4         | 0         | 0           | 0          | 4                                   | 0                                   | 2                                   | 0                                   | 2              | 1              | 0              | 0              | 17       | 1      | 2           | 0          |
| H. Hernández     | 9           | 1           | 0           | 0           | 6         | 0         | 0           | 0          | 3                                   | 0                                   | 0                                   | 0                                   | 1              | 1              | 0              | 0              | 19       | 2      | 0           | 0          |
| Hugo             | 3           | 0           | 0           | 0           | 7         | 0         | 1           | 0          | 3                                   | 0                                   | 1                                   | 0                                   | -              | -              | -              | -              | 13       | 0      | 2           | 0          |
| Hugo Souza       | 15          | -18         | 1           | 0           | 12        | -9        | 0           | 0          | 8                                   | -8                                  | 1                                   | 0                                   | 4              | 0              | 1              | 0              | 39       | -35    | 3           | 0          |
| João Pedro       | 4           | 0           | 3           | 0           | 7         | 1         | 1           | 0          | 4                                   | 0                                   | 0                                   | 0                                   | -              | -              | -              | -              | 15       | 1      | 4           | 0          |
| João Vitor       | -           | -           | -           | -           | 1         | 0         | 0           | 0          | -                                   | -                                   | -                                   | -                                   | -              | -              | -              | -              | 1        | 0      | 0           | 0          |
| J. Jacaré        | -           | -           | -           | -           | 1         | 0         | 0           | 0          | -                                   | -                                   | -                                   | -                                   | -              | -              | -              | -              | 1        | 0      | 0           | 0          |
| Kayke            | 3           | 0           | 0           | 0           | -         | -         | -           | -          | -                                   | -                                   | -                                   | -                                   | -              | -              | -              | -              | 3        | 0      | 0           | 0          |
| Luiz Eduardo     | -           | -           | -           | -           | 2         | 0         | 0           | 0          | -                                   | -                                   | -                                   | -                                   | -              | -              | -              | -              | 2        | 0      | 0           | 0          |
| Luiz Gustavo     | -           | -           | -           | -           | 1         | 0         | 0           | 0          | -                                   | -                                   | -                                   | -                                   | -              | -              | -              | -              | 1        | 0      | 0           | 0          |
| J. Martínez      | 14          | 0           | 7           | 0           | 11        | 1         | 4           | 2          | 9                                   | 0                                   | 2                                   | 0                                   | 4              | 0              | 1              | 0              | 38       | 1      | 14          | 2          |
| Matheus Bidu     | 12          | 0           | 2           | 0           | 10        | 1         | 0           | 0          | 5                                   | 2                                   | 0                                   | 0                                   | 2              | 1              | 0              | 0              | 29       | 4      | 2           | 0          |
| Matheus Donelli  | 5           | -6          | 1           | 0           | 4         | -5        | 0           | 0          | 2                                   | -3                                  | 0                                   | 0                                   | -              | -              | -              | -              | 11       | -14    | 1           | 0          |
| Matheuzinho      | 16          | 1           | 6           | 0           | 10        | 0         | 1           | 0          | 8                                   | 1                                   | 1                                   | 0                                   | 3              | 0              | 0              | 0              | 37       | 2      | 8           | 0          |
| Maycon           | 11          | 0           | 0           | 0           | 4         | 0         | 0           | 0          | 6                                   | 0                                   | 0                                   | 0                                   | 2              | 0              | 1              | 0              | 23       | 0      | 1           | 0          |
| Raniele          | 16          | 0           | 3           | 0           | 10        | 0         | 1           | 0          | 5                                   | 1                                   | 3                                   | 0                                   | 4              | 0              | 3              | 0              | 35       | 1      | 10          | 0          |
| Á. Romero        | 18          | 0           | 3           | 1           | 14        | 4         | 0           | 0          | 10                                  | 1                                   | 0                                   | 0                                   | 2              | 0              | 0              | 0              | 44       | 5      | 3           | 1          |
| Ryan             | 7           | 0           | 1           | 0           | 13        | 0         | 1           | 0          | 2                                   | 0                                   | 0                                   | 0                                   | 1              | 0              | 0              | 0              | 23       | 0      | 2           | 0          |
| Talles Magno     | 17          | 1           | 1           | 0           | 12        | 5         | 1           | 0          | 9                                   | 0                                   | 1                                   | 0                                   | 3              | 0              | 0              | 0              | 41       | 6      | 3           | 0          |
| F. Torres        | 8           | 0           | 1           | 0           | 10        | 0         | 4           | 1          | 6                                   | 1                                   | 2                                   | 1                                   | 1              | 0              | 0              | 0              | 25       | 1      | 7           | 2          |
| Vitinho          | 1           | 0           | 0           | 0           | -         | -         | -           | -          | -                                   | -                                   | -                                   | -                                   | -              | -              | -              | -              | 1        | 0      | 0           | 0          |
| Yuri Alberto     | 13          | 5           | 2           | 0           | 13        | 5         | 3           | 1          | 9                                   | 2                                   | 2                                   | 0                                   | 4              | 1              | 0              | 0              | 39       | 13     | 7           | 1          |
| Alex Santana     | 3           | 0           | 0           | 0           | 13        | 2         | 5           | 0          | 5                                   | 0                                   | 0                                   | 0                                   | 1              | 0              | 0              | 0              | 22       | 2      | 5           | 0          |
| Giovane          | -           | -           | -           | -           | 1         | 0         | 0           | 0          | 1                                   | 0                                   | 0                                   | 0                                   | -              | -              | -              | -              | 2        | 0      | 0           | 0          |
| Igor Coronado    | 6           | 1           | 1           | 0           | 9         | 1         | 1           | 0          | 6                                   | 0                                   | 0                                   | 0                                   | 1              | 0              | 0              | 0              | 22       | 2      | 2           | 0          |
| Léo Mana         | 4           | 0           | 0           | 0           | 8         | 0         | 0           | 0          | 2                                   | 0                                   | 1                                   | 0                                   | -              | -              | -              | -              | 14       | 0      | 1           | 0          |
| D. Palacios      | -           | -           | -           | -           | 3         | 0         | 0           | 0          | -                                   | -                                   | -                                   | -                                   | -              | -              | -              | -              | 3        | 0      | 0           | 0          |
| Pedro Raúl       | -           | -           | -           | -           | 6         | 1         | 1           | 0          | -                                   | -                                   | -                                   | -                                   | -              | -              | -              | -              | 6        | 1      | 1           | 0          |